# Gare de Marmande
Gare de Marmande – stacja kolejowa w Marmande, w departamencie Lot i Garonna, w regionie Nowa Akwitania, we Francji.
Jest stacją Société nationale des chemins de fer français (SNCF), obsługiwaną przez pociągi Intercités i  TER Aquitaine.